# Campeonato Mundial de Xadrez de 2000 (FIDE)

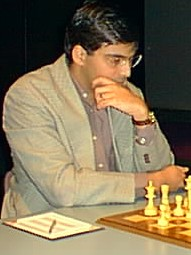
Anand No campeonato mundial. Provavelmente pensando em uma estratégia

O Campeonato Mundial de Xadrez de 2000 organizado pela FIDE foi disputado em Nova Delhi e Teerã. Assim como na edição anterior o evento foi disputado em eliminatória, sendo que a partida decisiva num match de seis jogos. Garry Kasparov, Anatoly Karpov e o então campeão FIDE Vladimir Kramnik não participaram da competição.
|                   | 1 | 2 | 3 | 4 | 5 | 6 | Total |
| ----------------- | - | - | - | - | - | - | ----- |
| Alexei Shirov     | ½ | 0 | 0 | 0 | - | - | ½     |
| Viswanathan Anand | ½ | 1 | 1 | 1 | - | - | 3½    |